# Sandra Solimano
Sandra Mercedes Solimano Latorre (Santiago, 30 de enero de 1950) es una actriz, de teatro, cine y televisión y doblajista chilena.

## Biografía
Nació el 30 de enero de 1950 en Santiago. Hija de Manuel Solimano Rebutti (1898-1988); artista italiano de origen italiano, y de Mercedes Latorre. 
Su padre nacido en Rapallo, conocido pintor y comerciante, amigo del círculo íntimo de Pablo Neruda. Neruda le escribió una dedicatoria inédita a Sandra en 1972, tras ser elegida «Reina de belleza» en Tongoy.
Cursó sus estudios de teatro en la Universidad de Chile. 

### Matrimonios e hijos
Estuvo casada por muchos años con el también actor, Eduardo Mujica Vargas, con quien tuvo dos hijos. Uno de ellos, Eduardo Mujica Solimano, también se dedicó a la actuación y falleció por suicidio en 2019. Contrajo matrimonio en segundas nupcias con el empresario Otmar Polz.

## Vida artística
Debutó en televisión en 1970, conduciendo el programa infantil Colorín Colorado, de Canal 13.
Durante muchos años fue un rostro emblemático de las teleseries de Canal 13, destacando durante la década de los ochenta y noventa en producciones como Anakena, Las herederas, La última cruz, Vivir así, Bravo, Acércate más, Ellas por Ellas, Champaña, Adrenalina y Cerro Alegre.
En 1996, fue la profesora de actuación de Pancho Saavedra en la PUC.
Al igual que muchos colegas suyos, le afectó el cierre del área dramática de Canal 13 en 2001, quedando cesante por primera vez en su carrera televisiva. Paralelamente, tuvo una accidentada cirugía estética que deformó durante mucho tiempo su rostro.
En medio del tiempo que estuvo fuera de la televisión, Solimano dedicó su tiempo no solo a hacer teatro, sino que también a hacer clases de expresión oral y comunicación asertiva, donde incluso tuvo entre sus alumnos al entonces Ministro de Transportes del Gobierno de Sebastián Piñera, Pedro Pablo Errázuriz.

## Filmografía

### Cine
- Cómo aman los chilenos (1985).

### Televisión

#### Telenovelas
| Año       | Título               | Papel            | Canal    |
| --------- | -------------------- | ---------------- | -------- |
| 1983      | Las herederas        | Isadora Cruz     | Canal 13 |
| 1984      | Andrea               | Cristina Salazar | Canal 13 |
| 1985      | La trampa            | Tamara Carrera   | Canal 13 |
| 1987      | La última cruz       | Julieta Zazar    | Canal 13 |
| 1988      | Vivir así            | Alicia           | Canal 13 |
| 1988      | Matilde dedos verdes | Verónica         | Canal 13 |
| 1989      | Bravo                | Mariana Lira     | Canal 13 |
| 1990      | Acércate más         | Daniela Urzúa    | Canal 13 |
| 1991      | Ellas por ellas      | Natalia Luco     | Canal 13 |
| 1992      | Fácil de amar        | Blanca           | Canal 13 |
| 1994      | Champaña             | Irene Alemparte  | Canal 13 |
| 1995      | El amor está de moda | Sonia            | Canal 13 |
| 1996      | Adrenalina           | Ana Winter       | Canal 13 |
| 1997      | Eclipse de luna      | Fedora Fellini   | Canal 13 |
| 1998      | Amándote             | Gloria Urrutia   | Canal 13 |
| 1999      | Cerro alegre         | Ingrid Schmiedt  | Canal 13 |
| 2001      | Piel canela          | Regina Osorio    | Canal 13 |
| 2010-2011 | Primera dama         | Soledad          | Canal 13 |

#### Series
| Año  | Título                   | Papel             | Canal    |
| ---- | ------------------------ | ----------------- | -------- |
| 1982 | Una familia feliz        | Viviana           | Canal 13 |
| 1982 | Anakena                  | Corina Fernández  | Canal 13 |
| 1993 | La patrulla del desierto | Mercedes Larrondo | TVN      |
| 1997 | Brigada Escorpión        | Sofía             | TVN      |
| 2000 | La otra cara del espejo  | Ingrid            | Mega     |
| 2003 | Amores urbanos           | Madre de Matías   | Mega     |
| 2003 | Cuentos de mujeres       | Madre de Renata   | TVN      |
| 2003 | Mea culpa                | Eliana Goldberg   | TVN      |
| 2007 | El día menos pensado     | Rebeca            | TVN      |
| 2009 | El blog de la Feña       | Mónica McGellar   | Canal 13 |
| 2022 | El día menos pensado     | Berta             | TVN      |

#### Programas
- Colorín colorado (1970) - Conductora
- Correr, saber y cantar-(1972) TVN Conductora.
- Sábado gigante (1987)
- Teatro en Canal 13 (1995) - Invitada
- Al sur del mundo (1997-1999) - Narración
- Teatro en Chilevisión (2007-2010) - Invitada
- AR Prime (2013) - Invitada
- Premios Caleuche (2017) - Show Radio Caleuche
- Viva la pipol (2019) - Invitada
- Nuestro teatro (2021) - Invitada (papel principal).[6]
- La divina comida (2021) - Invitada.
- Todo va a estar bien (2024) - Invitada.

## Premios
| Año  | Premio               | Categoría                  | Producción | Ganadra  |
| ---- | -------------------- | -------------------------- | ---------- | -------- |
| 1990 | Premio Laurel de Oro | Mejor actriz de televisión | Bravo      | Ganadora |